# Hana no Image
Singles de Yukiko Okada
Kuchibiru Network
(29 janvier 1986) Believe In You
(mai 1986)
Hana no Image (花のイマージュ, trad. : « L'image d'une fleur ») est un single de la chanteuse Yukiko Okada dont la sortie prévue pour mai 1986 fut annulée en raison du décès de son interprète un mois plus tôt.

## Détails du single
La chanson-titre Hana no Image est écrite, composée et arrangée par Tetsuro Kashibuchi à la main et Himitsu no Symphony est écrite par Keiko Asō et composée par Taeko Onuki.
Le single devait sortir le 14 mai 1986 sur le label Canyon Records (aujourd'hui Pony Canyon), en tant que neuvième single officiel, soit quatre mois après le huitième Kuchibiru Network qui cependant s’avérait être le dernier single sorti de son vivant. Le 8 avril 1986 est annoncé le décès de Yukiko Okada. Ce décès d'Okada, révélé être un suicide provoque une vague de suicides par imitation dans tout le Japon, phénomène appelé en anglais "Yukko Syndrome", entraînant une auto-censure des médias japonais sur les cas de suicides. Il est décidé que la sortie du single soit annulée en raison de ces événements et par respect pour les proches et fans d'Okada déjà attristés par sa disparition. Le disque Venus Tanjō devient le dernier disque d'Okada sorti de son vivant.
Aucun nouveau disque ou compilation d'Okada ne sera publié jusqu'à la sortie du coffret Memorial Box le 17 mars 1999 qui comprendra un exemplaire des deux premières compilations et du single, finalement publié sous cette forme 13 ans plus tard, après une demande de sortie répétitive par les fans. Les deux chansons du single figureront également sur un autre coffret 84-86 Bokura no Best SP Okada Yukiko CD/DVD-Box [Okurimono III] en 2002 ; la chanson-titre sera incluse elle seule sur les compilations All Songs Request 2002 et sur The Premium Best Okada Yukiko en 2012.

## Liste des titres
| 1.   | Hana no Image (花のイマージュ)           | 4:08 |
| 2.   | Himitsu no Symphony (秘密のシンフォニー) | 4:16 |
| 8:24 |                                          |      |